# NK Samobor
El NK Samobor es un equipo de fútbol de Croacia que juega en la Treca HNL, la tercera división de fútbol en el país.

## Historia
Fue fundado en el año 1925 en el poblado de Samobor en Zagreb y sus años dentro del fútbol de Yugoslavia los pasó jugando en los niveles regionales de Zagreb, con la excepción de que jugó la Copa de Yugoslavia en la temporada 1985/86 y fue eliminado en la primera ronda por el Buducnost Titogrado con marcador de 0-1.
Tras la separación de Yugoslavia y la independencia de Croacia se convirtió en uno de los equipos fundadores de la Treca HNL en 1992, logrando ascender a la Druga HNL en 1996, y dos años más tarde juega por primera vez en la Prva HNL en la temporada 1997/98, donde termina en 11.º lugar y descendido tras una temporada.

## Palmarés
- Druga HNL - Centro: 1

1996/97

## Jugadores

### Jugadores destacados
- Igor Bišćan
- Tomo Šokota